# ハナエ
ハナエ（1994年2月27日 - ）は、日本の女性歌手。所属芸能事務所はアソビシステム・インクストゥエンター、現在はレコードレーベルには所属せず、フリーとして活動している。（KUMONOSUでの活動のみトイズファクトリーに籍を置いている）福岡県出身。身長160cm。

## 略歴
13歳の時、EMIミュージック・ジャパンのオーディション「Great Hunting」にデモテープを送った。EMI側からコンタクトがあり「年齢的に若いということもあって今すぐにどうこうというわけではないが、曲ができたら聴かせてほしい」と言われた。
2011年6月1日、EMIミュージック・ジャパンからシングル『羽根』をリリースし、メジャー・デビューを果たした。
2012年11月14日、3rdシングル『神様はじめました／神様お願い』をリリース。サウンド・プロデュースに真部脩一（ex.相対性理論、進行方向別通行区分、アゼル & バイジャン）を迎え、初めて自作曲以外の歌を歌った。
2013年11月27日、1stアルバム『十戒クイズ』をリリース。
2014年2月9日、ファーストアルバムのリリース記念として初のワンマンライブ「ハナエ1stワンマンライブ 〜ハナエの十戒〜」を原宿アストロホールで行った。
2014年8月30日、Shibuya WWWにて自ら主催するイベント「ハナエ＊フェス2014 〜夏のつめあと▽（ハート）〜」を開催。
2014年12月、創刊76周年を迎えた資生堂の企業文化誌「花椿」（2015年1・2月合併号）の表紙に抜擢された。
2016年、feast & majoccoのランジェリーモデルを務めた。
2017年12月、1stミニアルバム『Red Lips, Red Kiss』＆詩集『路上のロリータ』を クラウドファンディング限定リリース。
2018年8月8日、八王子Pと都市型夜光性音楽ユニット「KUMONOSU」を結成。

## 人物
自身の嗜好について「綺麗で可愛いものが好きだが、その中でも退廃的なものに惹かれる」と発言している。また、中原淳一や竹久夢二が描く「レトロな少女文化」に惹かれるとも発言しており、特に中原が描く「可愛くて儚いけど、凛とした女の子」像が好きである。
音楽以外の趣味としては「小説や漫画、映画にのめり込んだ」とコメントしている。家にすごくたくさんの漫画があったので、子どもの頃から手塚治虫の『火の鳥』や『ブラック・ジャック』、大友克洋の『AKIRA』を観ていた。またアニメも好きで『攻殻機動隊』をはじめジャンルを問わず視聴していた。
音楽に目覚めたきっかけはクイーンである。両親が好きだった影響で自分も聴くようになった。5、6歳の頃に『キラー・クイーン』のPVで妖艶なフレディ・マーキュリーを見て、女性と男性の間にいるような、どこか人間ではない感じにすごく惹かれた。繊細でありながらちょっと毒のある感じや相反するものが矛盾なくひとつの音楽になっているところがすごく新鮮で刺激的で、音楽とビジュアルの見せ方が全て総合芸術のようなところに惹かれた。同時にアイドルポップも好きだったので、松浦亜弥などのハロー!プロジェクトの曲をよく聴いていた。
同郷の椎名林檎を敬愛しており、小学生の頃からずっと聴いている。

### 音楽性
可愛さと透明感を併せ持ったウィスパーボイスが特徴である。
6歳頃から、両親の勧めでエレクトーンとピアノを習い始めた。両親の方針がクラシックなどのジャンルの枠に収めずに好きな曲を弾かせるというものであったので、モーニング娘。やPE'Zを弾いていた。現在でも音の確認などで最初に触るのは鍵盤楽器である。小学校の中学年くらいになるとASIAN KUNG-FU GENERATIONやくるり、ART-SCHOOL、Base Ball Bear、凛として時雨などの邦楽のロックバンドに憧れ、独学でギターも始めた。
最初に作ったのは、幼稚園ぐらいのときに作った「メリーゴーランド」という曲である。幼い頃からミュージカルがすごく好きだったので、歌と物語が合わさっている様子をイメージして、遊んでいる感じ、そしてお人形遊びの挿入歌のような感じで作った。

### 評価
歌詞については「文学的」という評価を受けている。また、エキサイトミュージックの岡本明は、ハナエの楽曲について「繊細でピュアな世界とダークで深遠な世界が、偏ることなく様々な形で作品の中に表れている」と評している。

### エピソード
2015年1月23日、『ミュージックステーション』（テレビ朝日）の楽屋に訪れた際、その日出演だった乃木坂46（当時）の生駒里奈・松井玲奈（元SKE48）と共にスリーショット写真を公開した。

## 作品

### 映像作品
ミュージックビデオ 
| 監督         | 曲名                     |
| ------------ | ------------------------ |
| 佐渡恵理     | 「Boyz & Girlz」         |
| 島田大介     | 「BLACK BERRY」          |
| 中村ムニエル | 「JUVENILE!!!!」         |
| 本郷伸明     | 「恋は神聖ローマ」       |
| ユニコトリ   | 「羽根」                 |
| 不明         | 「神様はじめました」     |
| 不明         | 「小さな恋のものがたり」 |

 タイアップ 
| 楽曲             | タイアップ                                                       |
| ---------------- | ---------------------------------------------------------------- |
| 羽根             | テレビドラマ『グッドライフ〜ありがとう、パパ。さよなら〜』挿入歌 |
| BLACK BERRY      | フジテレビ系『グータンヌーボ』エンディングテーマ                 |
| 神様はじめました | テレビアニメ『神様はじめました』オープニングテーマ               |
| 神様お願い       | テレビアニメ『神様はじめました』エンディングテーマ               |
| 恋は神聖ローマ   | TBS系『マツコの知らない世界』2013年7〜9月度エンディングテーマ    |
| JUVENILE!!!!     | テレビアニメ『探検ドリランド -1000年の真宝-』エンディングテーマ  |
| 神様の神様       | テレビアニメ『神様はじめました◎』オープニングテーマ              |
| おとといおいで   | テレビアニメ『神様はじめました◎』エンディングテーマ              |
| あおいそら       | ブルボン「果実の入った贅沢ソルベ」CMソング                       |

## 出演

### テレビアニメ
- 神様はじめました（2012年、テレビ東京） - ハナエ 役[26]。
- 探検ドリランド -1000年の真宝-（2013年、テレビ東京） - 花売り娘・ハナエ 役[27]。

### ライブ
- ハナエ*フェス2014 〜夏のつめあと〜（2014年8月30日 - ） - w/空想委員会/Shiggy Jr.[28]。
- ♡Hanae Christmas Live♡～2014年のクリスマスイブはハナエに捧げます。～（2014年12月24日）
- ワンマンライブ 〜上京証拠、確認してみ?〜(2015年)

### イベント
- GREAT HUNTING NIGHT VOL40 GIRLS ATACK SPECIAL（2012年12月18日）[29]
- アニうたKITAKYUSHU×A3 2013（2013年3月16日）[30]
- KAWAii!! MATSURi（2013年4月21日）[31]
- FM-FUJI 25th Anniversary "GIRLS GIRLS GIRLS" 第5回番組公開録音ライブ5th Kiss!!!!（2013年5月6日）[32]
- YATSUI FESTIVAL! 2013（2013年6月22日）[33]
- Great Hunting Night VOL.45（2013年6月28日）[34]
- AOMORI ROCK FESTIVAL '13 〜夏の魔物〜（2013年9月14日）[35]
- Daikanyama Loop Presents「Negi ROAD Vol'8」（2013年10月27日）[36]
- HARAJUKU KAWAii!! FES 2013 in OKINAWA（2013年12月1日）[37]
- 日本工学院ミュージックカレッジ presents 卒業ライブ2013「Re:Thank you」（2013年12月11日）[38]
- ウタ娘 X'mas Live 2013（2013年12月23日）[39]
- Yuya Tsuji Presents ETERNAL ROCK CITY.2014（2014年4月5日）[40]
- フレネシ学園 気になる転校生 Vol.1「秘密の二次方程式」（2014年5月3日）[41]
- YATSUI FESTIVAL! 2014（2014年6月21日）[42]
- もしもしにっぽんFestival 2014（2014年9月28日）[43]
- Great Hunting Night SPECIAL 第一話「グレートハンティング大地に立つ!!」（2014年12月18日）[44]
- アニうた Xmas Live 2014（2014年12月20日）